# Näresaaret (ö i Norra Savolax)
Näresaaret är en ö i Finland. Den ligger i sjön Lampaanjärvi och i kommunen Idensalmi i den ekonomiska regionen  Övre Savolax ekonomiska region  och landskapet Norra Savolax, i den centrala delen av landet, 400 km norr om huvudstaden Helsingfors. Öns area är 0,2 hektar och dess största längd är 60 meter i sydöst-nordvästlig riktning.  Notera att namnet antyder att det är fråga om flera öar.